# Anthonotha elongata
Anthonotha elongata là một loài thực vật có hoa trong họ Đậu. Loài này được (Hutch.) J.Leonard miêu tả khoa học đầu tiên.